# シシウド属

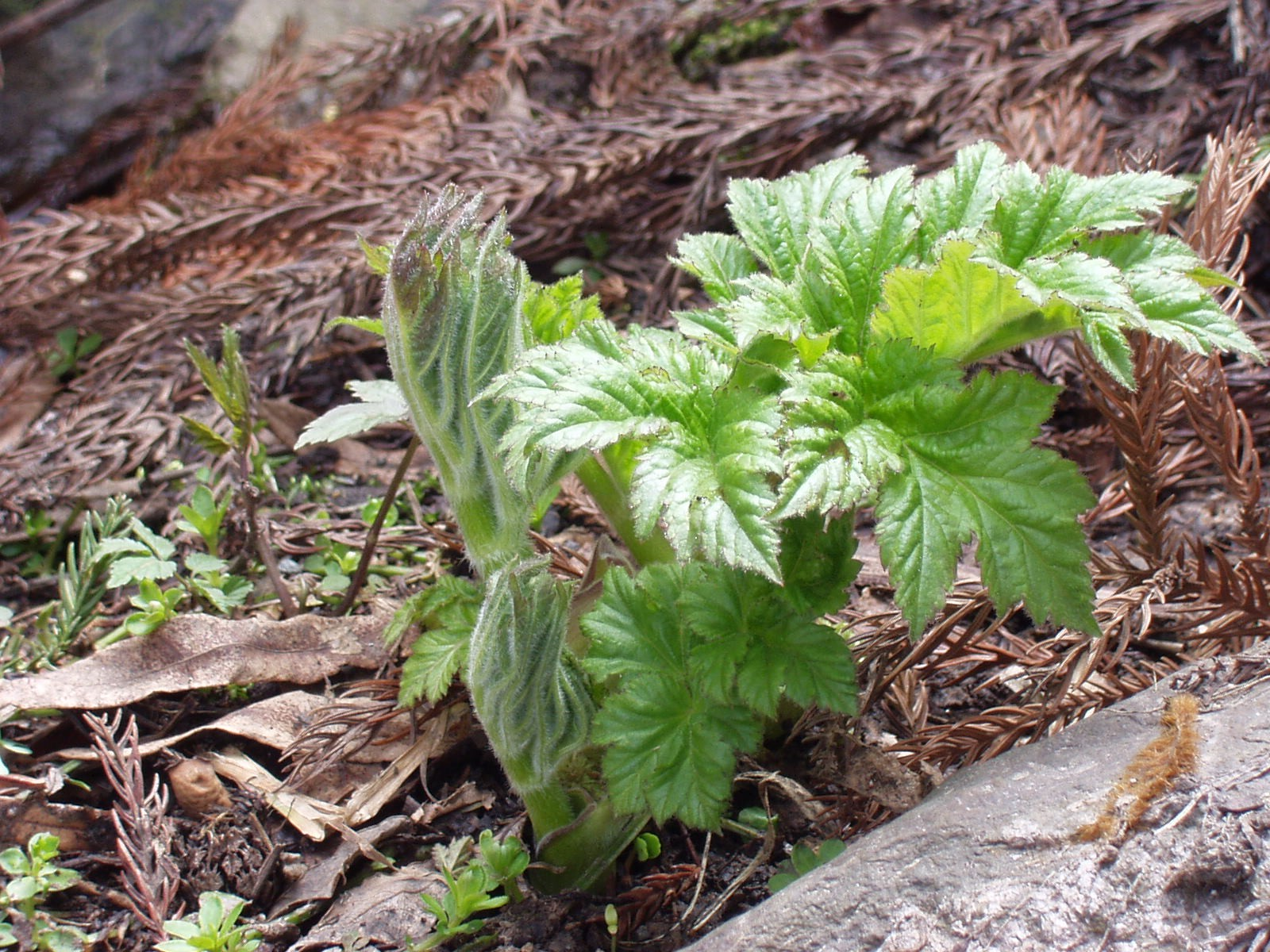
シシウド属の新芽（株から発芽）。時期はフキノトウと同じ頃。

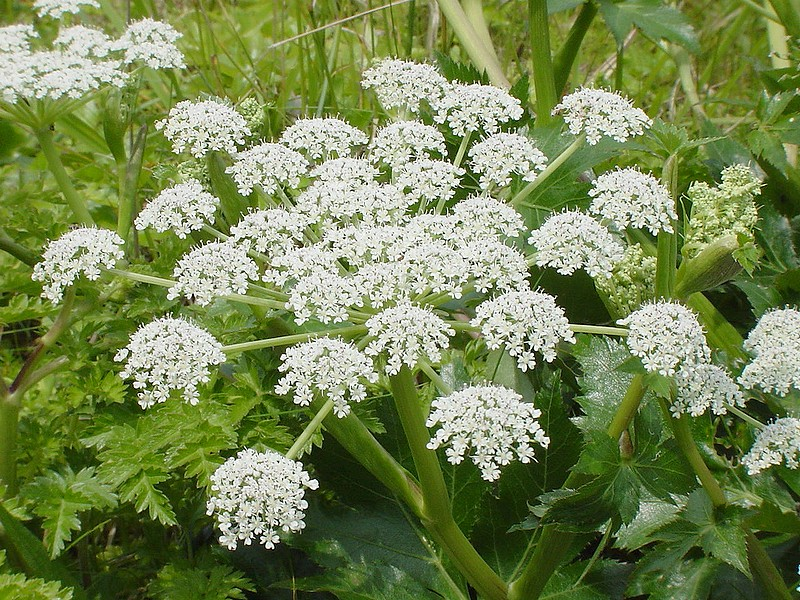
シシウド属の花。小さな花が傘状に集まった花序はセリ科の特徴である。

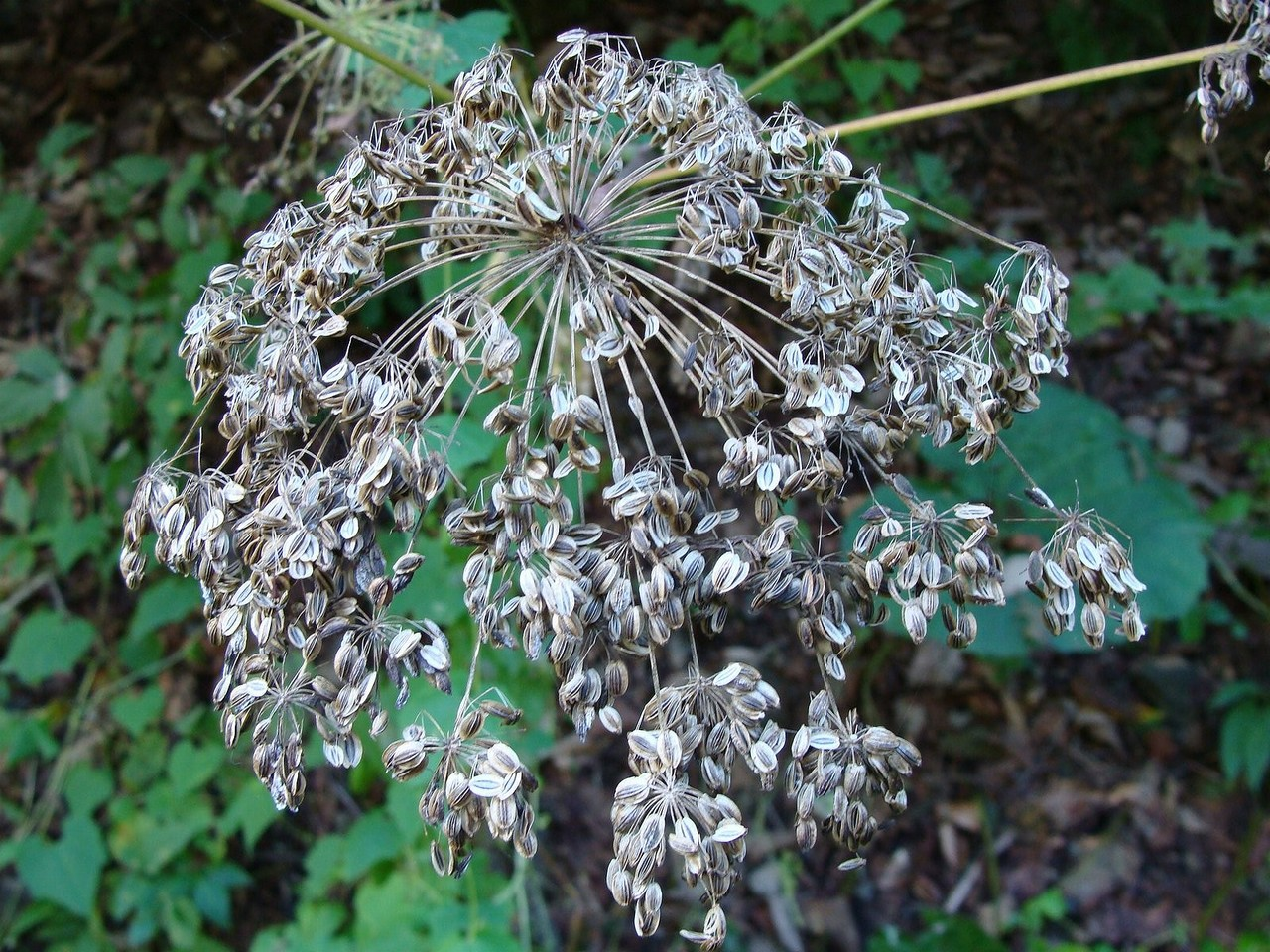
果実をつけた花序。種子のように見える果実は楕円形で、周囲に薄い膜のような羽がついており、風で飛散する。しかし、飛距離は数メートルから十数メートル程度で、遠くまでは飛散しない。そのため、繁殖力も強いことから群生をつくりやすい。

シシウド属（シシウドぞく、Angelica、猪独活属）は、セリ科の属のひとつ。アンゼリカともいう。属名を表すラテン語名は〈天使〉を意味する語に由来する。

## 特徴
北半球の広い範囲に分布している越年草または多年草。葉は羽状複葉か3出羽状複葉で、花は複散形花序になり、花弁は基本的に白色で、ときに紫色、緑色がある。果実は扁平になり、分果の側隆条が翼状に広がる。
ヨーロッパを中心に、古くから薬用・食用のハーブとして用いられている。日本に自生するシシウドやアシタバをはじめ、世界に80種ほどが知られている。

## 主な種

### 日本の種
- ムニンハマウド Angelica boninensis
絶滅危惧II類
- ヒメノダケ A. cartilaginomarginata var. cartilaginomarginata
  - コウライヒメノダケ A. cartilaginomarginata var. matsumurae
- ノダケ A. decursiva
本州、四国、九州の山野に自生。草丈1-1.5メートルほどの多年草。茎は暗紫色、花期は9-11月。
- ミヤマノダケ A. cryptotaeniifolia
- シシウド A. pubescens
本州、四国、九州の、日当たりのよい山地に生える、草丈2-3メートル前後の多年草。8-11月に、散形に密集した白い花を付ける。根は薬として独活（ドッカツ）と呼ばれ、掘り起こした根を洗浄して陰干しし、煎じて頭痛薬や、薬酒、風呂に入れて用いることがある。味は苦く独特の強い風味がある。和名は、強剛な草なので、冬場にイノシシが掘り返して食うのに適していることからついたという。
  - ミヤマシシウド A. pubescens var. matsumurae
分布は本州の深山
- ヨロイグサ A. dahurica
根は生薬ビャクシ（白芷）として古くから知られる。九州に自生。大型の多年草で、花期は5-7月。主成分はフロクマリン誘導体で、上記アンゼリカやトウキとは同じ属の生薬でも用法などが異なる。
- エゾノヨロイグサ A. sachalinensis var. sachalinensis
- エゾニュウ A. ursina
- オオバセンキュウ A. genuflexa
- アマニュウ A. edulis
- ナンゴクハマウド A. hirsutiflora
- アシタバ A. keiskei
日本原産で、房総半島から紀伊半島と伊豆諸島の太平洋岸に自生する。別名八丈草（ハチジョウソウ）。
- ハマウド A. japonica
- シラネセンキュウ A. polymorpha
- ハナビゼリ A. inaequalis
- ウバタケニンジン A. ubatakensis
絶滅危惧IB類
  - オオウバタケニンジン A. ubatakensis var. valida
絶滅危惧IA類
- ツクシゼリ A. longiradiata
- トウキ A. acutiloba
本州中部以北の、山地などに自生し、栽培もされる。漢方ではトウキ（当帰）として、中国の紀元前200年代の書物にも記載があり、生薬として根茎を用いるが、本来の当帰は下記のカラトウキ A. sinensisのこと。
  - ホッカイトウキ［栽培］ A. acutiloba var. sugiyamae
  - ミヤマトウキ A. acutiloba subsp. iwatensis
- ホソバトウキ A. stenoloba（シノニム：A. acutiloba subsp. lineariloba）
絶滅危惧II類
- イワニンジン A. hakonensis
- イシヅチボウフウ A. saxicola
絶滅危惧IA類
- トサボウフウ A. yoshinagae
絶滅危惧II類
- イヌトウキ A. shikokiana
絶滅危惧II類。「日本山人参」（ヒュウガトウキ）と混同されたことがある。南九州山地で自生しているヒュウガトウキとは別個体であり、ヒュウガトウキの根は医薬品登録されているのに対し、イヌトウキは生薬としての登録はない。
  - クマノダケ A. shikokiana var. mayebarana -（シノニム：A. tenuisecta var. mayebarana）

絶滅危惧IB類
- ヤクシマノダケ A. yakusimensis
絶滅危惧II類
- カワゼンゴ A. tenuisecta
絶滅危惧II類
  - ヒュウガトウキ A. tenuisecta var. furcijuga
絶滅危惧II類
- ツクシトウキ A. pseudoshikokiana
絶滅危惧II類
- シナノノダケ A. sinanomontana
絶滅危惧IA類
- ヒュウガセンキュウ A. minamitanii
絶滅危惧IA類

### 日本以外の種
- セイヨウトウキ A. archangelica（別名：アンゼリカ）
欧州各地、北欧・東欧・シベリア及びグリーンランド等の湿原や、アルザス地方などの山地に自生する2年草で、草丈1-2メートル。寒さに強いため、スカンジナビアでは貴重な野菜として利用される。
- A. sylvestris
英名Wild Angelica。ピンク色を帯びた白い頭花をもつ花を直径15センチの円形で、密な散形花序につける。草丈は60センチほどで、鋭いきょ歯がある長楕円形から卵形の小葉を持つ。効能は上記の種と同様。
- カラトウキ A. sinensis - 英名Chinese angelica。
- オニノダケ A. gigas
中国北部や朝鮮半島に自生する2年草か短命な宿根草で、紫色の苞を持つ直径12センチの密な散形花序をつける。草丈1-2メートルで、3裂し、きょ歯がある30-40センチの葉を持つ。

## ギャラリー

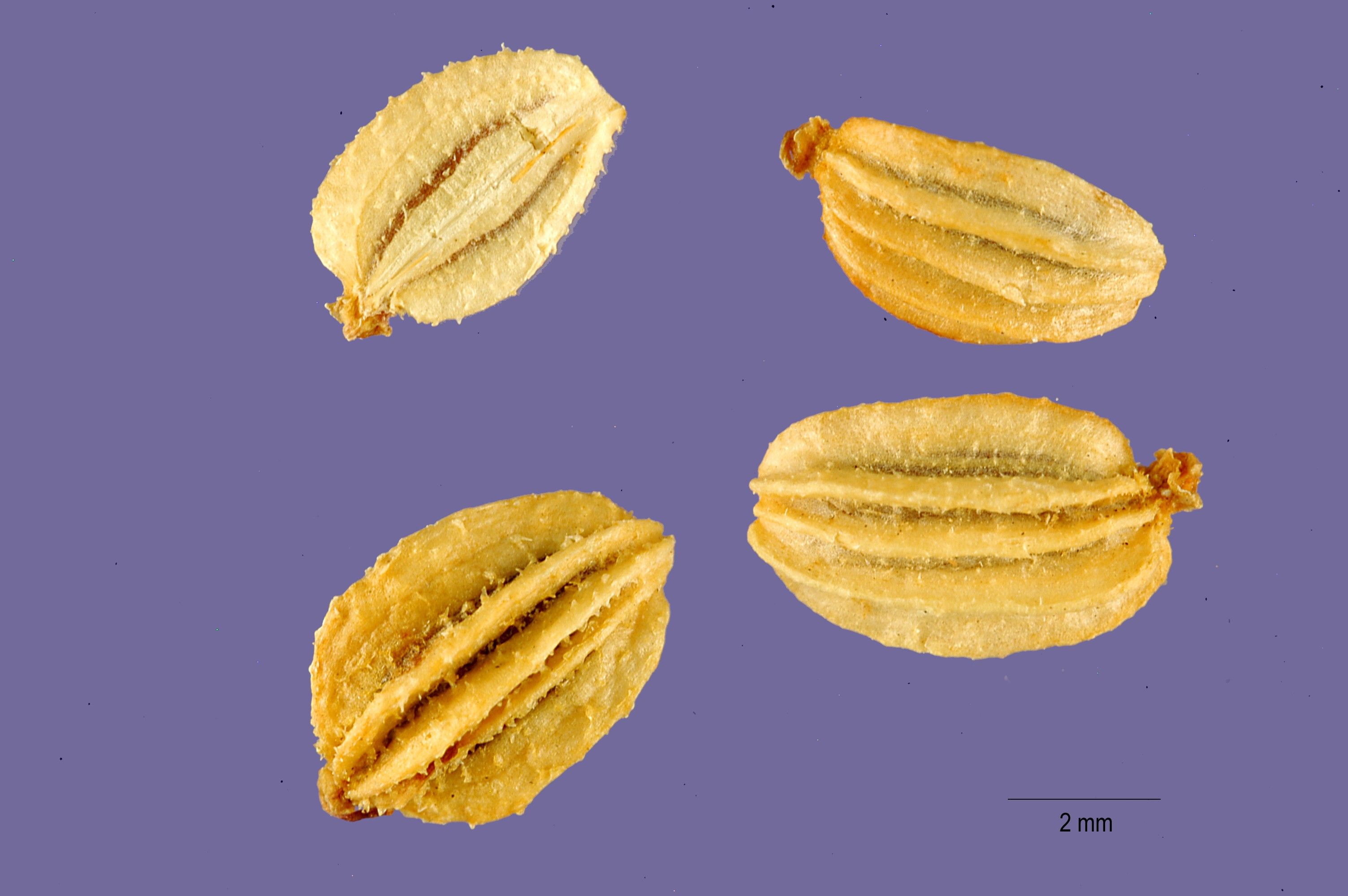
Angelica kingiiの果実
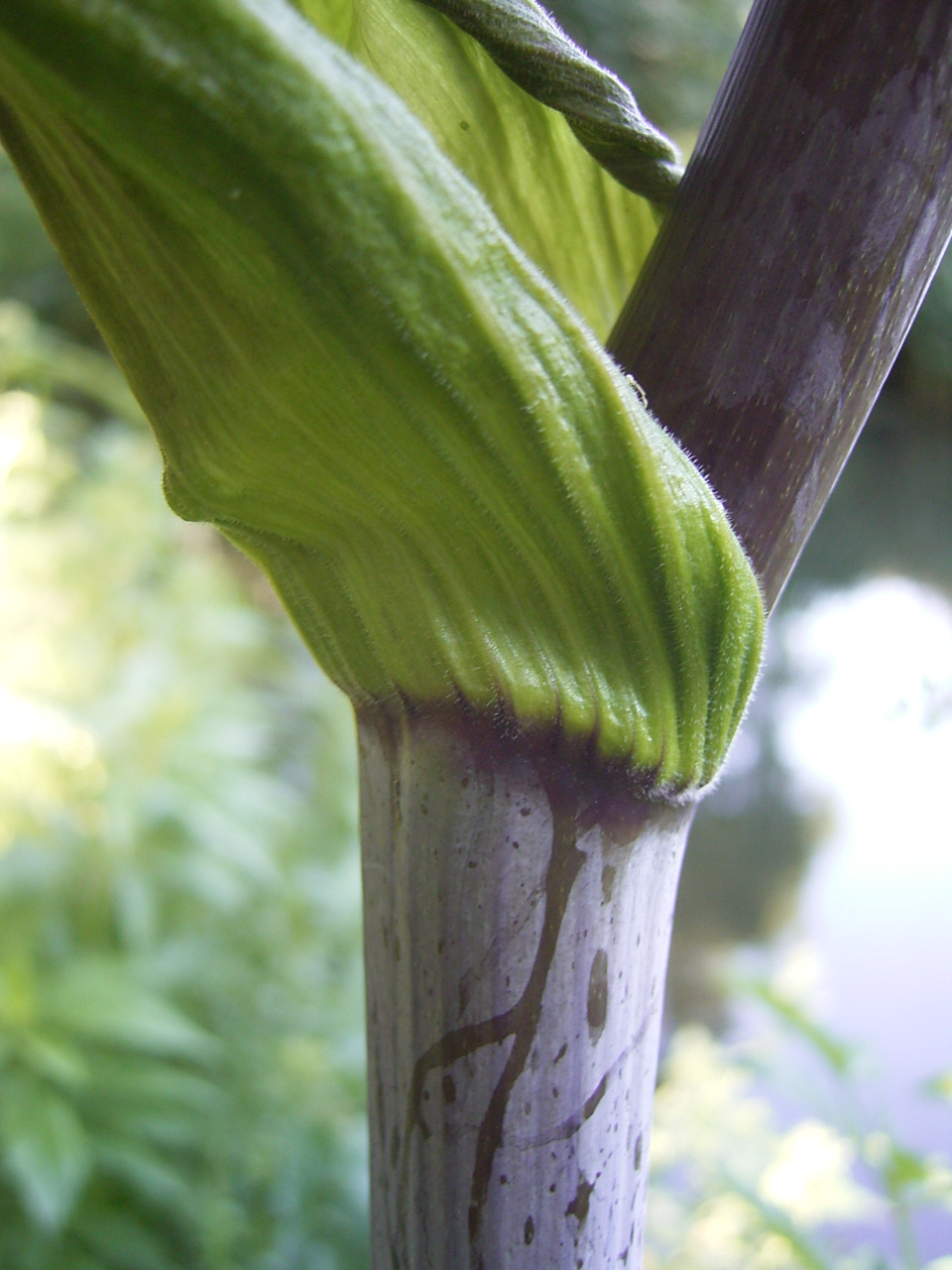
Angelica sylvestrisの葉の基部
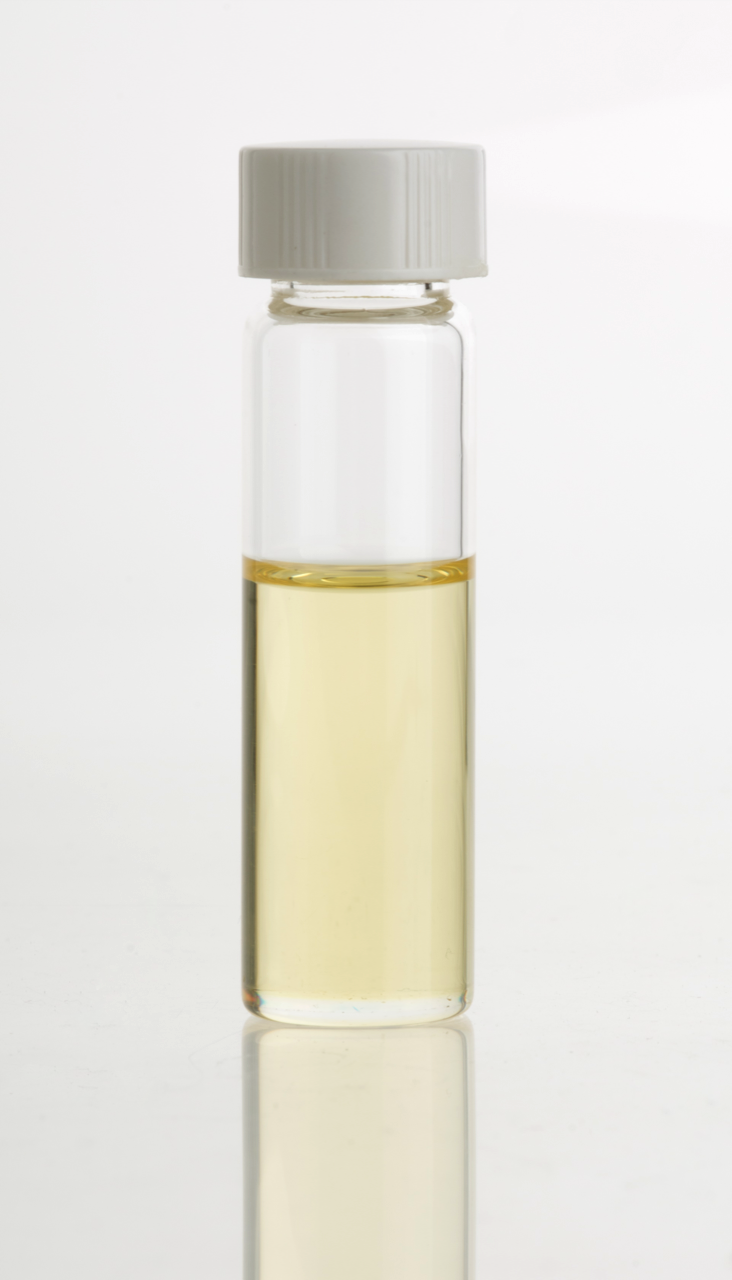
Angelica archangelicaの精油
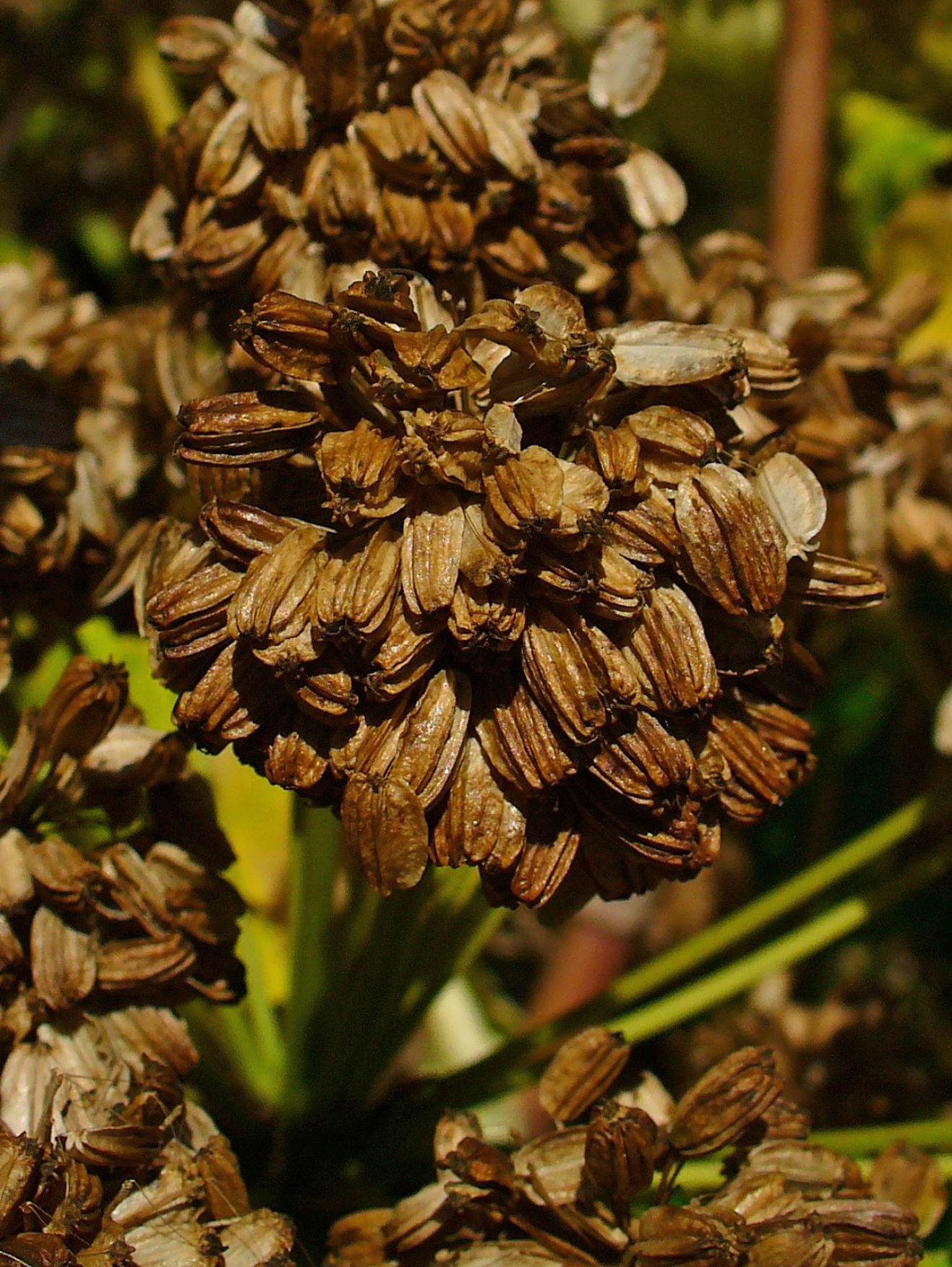
Angelica archangelicaの熟した果実
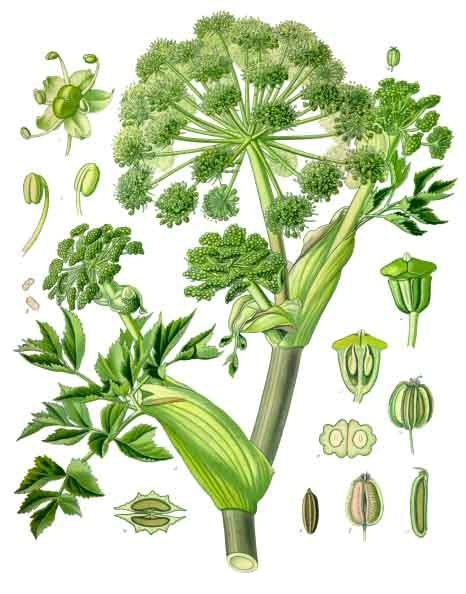
A. archangelica
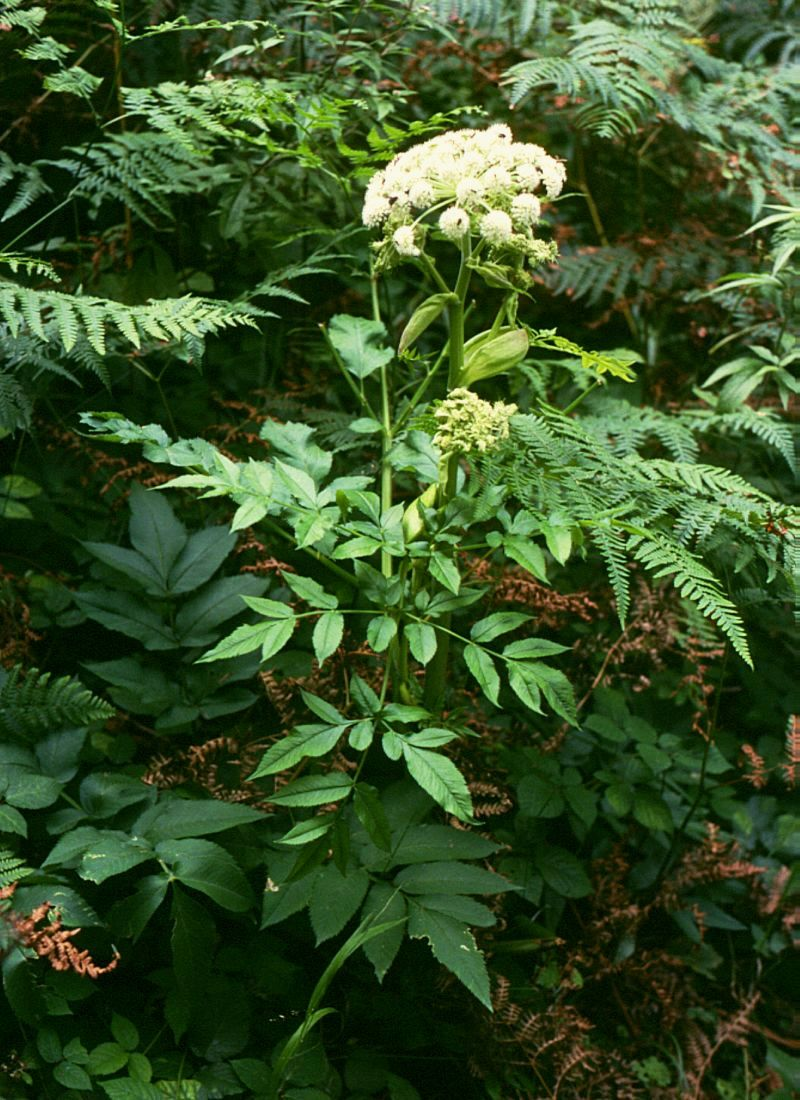
オーストリアに自生のA. sylvestris